# Piercing umbilical
Un Piercing umbilical o Piercing en el ombligo, es un tipo de Piercing que se tiende a aplicar perforando el pliegue de piel en la parte superior del Ombligo. Así como también, puede ser aplicado de forma invertida o de forma lateral pero suele ser más común que se aplique en la parte superior.
Es uno de los piercings más comunes y más usados, pero de los que más tiempo tarda en sanar con un promedio de tiempo de sanación de entre 1 a 2 meses en los cuales, la persona que lo tenga deberá de hacer una serie de cuidados diarios durante este tiempo para evitar un mayor riesgo de infección sobre la herida. Esto puede variar conforme a los cuidados y el cuerpo de cada uno, pero un buen cuidado proporcionará un menor riesgo de infección y menos tiempo de Cicatrización.

## Cuidado e higiene
El piercing en el ombligo, como ya mencionado, es uno de los que más tarda en cicatrizar de 1 a 2 meses. Por lo tanto, se deberá priorizar una serie de cuidados que se deberán de hacer a diario por la primera semana para prevenir posibles infecciones que pueden complicar y perjudicar la cicatrización de este. Por esto mismo, durante el proceso de cicatrización deberá cumplir una lista de cuidados que entre ellos incluyen:
Que NO hacer:

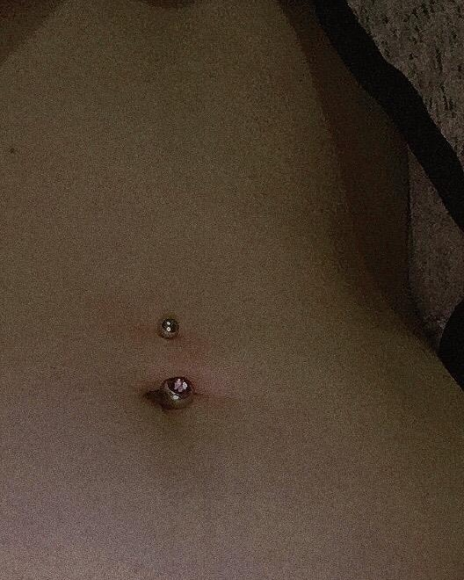
Un piercing en el ombligo reciente, se puede apreciar el enrojecimiento en la zona.

- Hacer ejercicio excesivo e ir a piscinas durante las primeras semanas.
- Usar ropa muy ajustada que genere demasiada presión en la zona.
- Ensuciar la zona.

Que HACER:
- Lavar con cuidado unas 2 veces al día con agua tibia y sal de mar o suero ficiologico.[3]
- Manipular la zona con cuidado.
- Priorizar los cuidados mencionados.

En caso de una infección, lo mejor es pedir ayuda profesional para evitar que empeore la situación.

## Materiales
Los piercing en el ombligo pueden tener diferentes tipos de materiales, los más recomendados y comunes son el Titanio, el Acero quirúrgico y el Teflón. También puedes encontrar de Oro pese a su elevado precio y también de Plata o Bisutería, etc. y no se pueden cambiar de 2-3 meses.

## Tipos de Piercing en el ombligo
Piercings en el ombligo vienen de todos los colores y de varios tipos, entre ellos están:
- Piercing superior: Es el piercing en el ombligo que se aplica en el pliegue superior de piel del Ombligo, es el más común y el más recomendable. Especialmente si es la primera vez que se hace.
- Piercing inferior: Es el que se realiza en el pliegue de piel inferior del ombligo, es menos común y suele realizarse cuando se quiere una Pendiente (indumentaria) medianamente grande.[4]
- Piercing doble: Es una mezcla entre el piercing en el ombligo inferior y superior, es más recomendable hacer cada piercing por separado para evitar mayores riesgos.
- Piercing con Pendiente: Se puede adaptar a los tipos anteriores. Los pendientes pueden servir como adornos y suelen ser usados por motivos estéticos pueden contener forma de muchísimas cosas, las más comunes son de Corazón (símbolo), Atrapasueños, Cruz y de Estrella (figura geométrica).

## Galería
|                              |
| Un piercing superior simple. |

|                        |
| Un piercing invertido. |

|                    |
| Un piercing doble. |

|                            |
| Un piercing con pendiente. |